# Élections législatives de 1924 dans le Var
Les élections législatives de 1924 ont eu lieu le 11 mai.

## Élus
|   | Député sortant     |  | Groupe parlementaire                 | Député élu         |                 | Groupe parlementaire                          |
| - | ------------------ |  | ------------------------------------ | ------------------ | --------------- | --------------------------------------------- |
| 1 | Jean-Baptiste Abel |  | Gauche républicaine et démocratique  | Pierre Renaudel    |                 | Parti socialiste                              |
| 2 | Henri Aiguier      |  | Gauche républicaine et démocratique  | Victor Brémond     |                 | Républicain-socialiste et socialiste français |
| 3 | Paul Denise        |  | Parti radical et radical-socialiste  | Hubert Carmagnolle |                 | Parti socialiste                              |
| 4 | Raymond Gavoty     |  | Entente républicaine et démocratique | Auguste Reynaud    |                 | Parti socialiste                              |
| 5 | Victor Reymonenq   |  | Action républicaine et sociale       | Siège supprimée    | Siège supprimée | Siège supprimée                               |

## Résultats départementaux

### Par listes
| Listes         | Listes                                   | Premier tour | Premier tour | Sièges |
| Listes         | Listes                                   | Voix         | %            | Sièges |
| -------------- | ---------------------------------------- | ------------ | ------------ | ------ |
|                | Liste de la Coalition rouge              | 32 972       | 57,32        | 4      |
|                | Liste d'Union républicaine et socialiste | 20 431       | 35,52        | 0      |
|                | Liste du Bloc ouvrier-paysan             | 3 796        | 6,60         | 0      |
|                |                                          |              |              |        |
| Inscrits       | Inscrits                                 | 78 101       | 100,00       | 4      |
| Votants        | Votants                                  | 58 147       | 74,45        |        |
| Abstention     | Abstention                               | 19 954       | 25,55        |        |
| Blancs et nuls | Blancs et nuls                           | 626          | 0,80         |        |
| Exprimés       | Exprimés                                 | 57 521       | 73,65        |        |

### Par candidats
| Candidat       | Candidat              | Tendance       | Premier tour | Premier tour |
| Candidat       | Candidat              | Tendance       | Voix         | %            |
| -------------- | --------------------- | -------------- | ------------ | ------------ |
|                | Henri Aiguier         | PRDS           | 20 570       | 35,76        |
|                | Jean-Victor Augagneur | PRS            | 20 181       | 35,08        |
|                | Paul Denise           | PRRRS          | 20 615       | 35,84        |
|                | Raymond Gavoty        | FR             | 20 359       | 35,39        |
|                |                       |                |              |              |
|                | Pierre Renaudel       | SFIO           | 32 731       | 56,90        |
|                | Victor Brémond        | PRS            | 33 245       | 57,80        |
|                | Hubert Carmagnolle    | SFIO           | 32 816       | 57,05        |
|                | Auguste Reynaud       | SFIO           | 33 098       | 57,54        |
|                |                       |                |              |              |
|                | Barbarroux            | PC-SFIC        | 3 949        | 6,87         |
|                | Aubert                | PC-SFIC        | 3 772        | 6,56         |
|                | Collin                | PC-SFIC        | 3 732        | 6,49         |
|                | Rey                   | PC-SFIC        | 3 724        | 6,47         |
|                |                       |                |              |              |
| Inscrits       | Inscrits              | Inscrits       | 78 101       | 100,00       |
| Votants        | Votants               | Votants        | 58 147       | 74,45        |
| Abstention     | Abstention            | Abstention     | 19 954       | 25,55        |
| Blancs et nuls | Blancs et nuls        | Blancs et nuls | 626          | 0,80         |
| Exprimés       | Exprimés              | Exprimés       | 57 521       | 73,65        |